# Jean Leppien
Jean Leppien, né le 8 avril 1910 à Lunebourg (Allemagne) et mort le 19 octobre 1991 à Courbevoie, est un peintre français d'origine allemande.

## Biographie
Jean Leppien peint son premier tableau abstrait en 1927. 
En 1929 il entre au Bauhaus de Dessau où il est l'élève d'Albers, de Kandinsky et de Paul Klee.
À Berlin (1931-32), il travaille avec Moholy-Nagy et apprend la photographie à l’École Itten.
En 1933 il quitte l'Allemagne nazie et s'installe à Paris.
En 1939, Jean Leppien s’engage dans la Légion étrangère. Démobilisé, il vit un temps dans la clandestinité (Roquebrune – Alpes Maritimes), puis s’engage dans la Résistance[source insuffisante]
Etabli à Sorgues, il y épouse Suzanne Ney, une hongroise, ancienne élève du Bauhaus elle aussi en 1941,. Le 21 mars 1944, Suzanne Leppien est dénoncée par le fermier qui leur loue des terres et arrêtée par la Gestapo comme «demi- juive». Le lendemain, c'est Jean Leppien qui est arrêté. Il est jugé le 5 mai 1944 en conseil de guerre et condamné à mort. Sa peine est commuée en 15 ans de réclusion criminelle et il est envoyé en prison à Bruchsal,.
Arrêté, déporté, libéré par les alliés, il retrouvera sa femme à Paris, elle-même rescapée du camp d’Auschwitz.
De retour de déportation il retrouve dans la France d'après-guerre une peinture abstraite en plein essor, et se lie d'amitié avec Alberto Magnelli, Jean Deyrolle, Michel Seuphor, Emile Gilioli et Aurélie Nemours et plus tard Vera Molnar et Jean Legros.
L'analyse des couleurs, l'étude des formes géométriques sont alors l'essentiel de sa recherche picturale. 
Il reprend la peinture en 1946. Grâce à Nina Kandinsky, il expose au premier Salon des Réalités Nouvelles ; y participant jusqu’à sa mort, il veillera de près à la représentation du courant constructiviste.
Il prend part à de nombreuses expositions de groupes et bénéficie d’expositions particulières dans les galeries des Deux-Iles, Colette Allendy, Lydia Conti, Denise René.
Dans les années 1950, il est membre des groupes « Espace » en France et « Movimiento Arte Concreta » en Italie. 
Première exposition personnelle à  Paris, en 1949.

## Œuvres dans les collections publiques
- Bauhaus-Archiv, Berlin
- Musée de Grenoble, France
- Villa Croce Museo d’Arte Contemporanea, Gênes, Italie
- Musée d'art moderne de la ville de Paris
- Musée de Strasbourg
- Musée d'Art et d'Histoire de Cholet